# 山本弦堂
山本 弦堂（やまもと げんどう、文政6年6月8日（1823年7月15日） - 明治6年（1873年）7月19日）は幕末の医者、儒学者、本草学者。字は秀夫、通称は秀五郎、名は実慶、別号は帰読軒。山本亡羊三男。京都で医業を営んだ後、典薬寮、大学寮、太政官に出仕した。

## 生涯
文政6年（1823年）6月8日本草学者山本亡羊の三男として生まれた。18歳で十三経二十一史を修了した後、亡羊の友人摩島松南に詩文、書法を学び、楷書、篆刻を得意とした。
天保15年（1844年）8月9日から15日まで百々三郎と近江国伊香郡中河内（長浜市余呉町）へ採薬し、採薬紀行を記した。
安政3年（1856年）8月父の命で東中筋通に分家し、儒医を業としたが、安政6年（1859年）父亡羊、元治元年（1864年）兄榕室が死去したため、油小路通五条上ルの山本読書室に戻り、榕室の子復一を後見した。
慶応3年（1867年）9月14日関白二条斉敬により典薬寮官人に命じられ、明治元年（1868年）閏4月7日大学寮講師に転じた。明治2年（1869年）西園寺公望が設立した私塾立命館に賓師として招かれたが、翌年廃校となった。
明治4年（1871年）6月東京に移り、太政官権少史を務め、修史館に兼務し、明治6年（1873年）7月19日病没した。

## 著書
- 弦堂日記 安政3年（1856年）8月16日 - 明治2年（1869年）3月5日[4]
- 弦堂日抄[5]
- 帰読軒日抄[6]
- 医事鈔[7]
- 中河内採薬記行 天保15年（1844年）8月9日 - 8月15日[2]
- 山城草木記[1]
- 詞林咀華[8]

## 親族
- 父：山本亡羊 - 本草学者。
- 母：玲子 - 華頂宮臣青木如水二女[9]。天明8年（1788年）12月13日生、享和2年（1802年）5月25日結婚、嘉永5年（1852年）2月18日没[10]。
  - 兄：山本本太郎 - 文化6年（1809年）7月7日生、夭逝[11]。
  - 兄：山本榕室 - 錫夫、沈三郎。家督を継いだ[11]。
  - 弟：山本渓愚 - 章夫、藤十郎。画業を修めた[12]。
  - 弟：山本確斎 - 正夫、余一郎。鳥飼に医業を開いた後、新政府に出仕した[13]。
  - 弟：山本楓庭 - 善夫、十二郎。富田に医業を開いた後、度会県大属を務めた[14]。
- 妻 - 秋田藩邸留守居[15]小倉範兵衛娘[16]。安政5年（1858年）12月没[16]。
  - 長男：立吉 - 慶応2年（1866年）11月没[10]。